# Polo de Renascimento Comunista em França

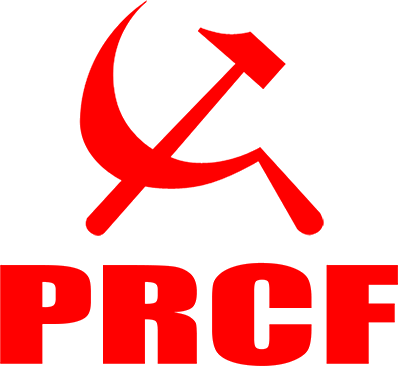
Logo do movimento Pólo de Renascimento Comunista em França

O Pólo de Renascimento Comunista em França (PRCF) é um movimento político francês fundado em janeiro de 2004. Era uma antiga tendência interna do Partido Comunista Francês (PCF) da esquerda do partido, recusando a "mutação" empenhadas no início da década de 1990.
O presidente - delegado da PRCF é Landini Leon, o presidente da Comissão Política Nacional (CPN), Jean - Pierre Hemmen, a nível nacional, direcionando voz político da Iniciativa Comunista, é George Gastaud, e George Hage, membro do parlamento de O Nord (departement) e sênior da Assembleia Nacional, é o presidente honorário.
A PRCF está organizada em associações nos departamentos franceses, secções e células (centralismo democrático). Baseia - se na teoria de socialismo científico de Karl Marx e Friedrich Engels, Vladimir Lenin e outros revolucionarios [citação necessárias]. A PRCF publica a revista mensal Iniciativa Comunista e do exame teórico "Etincelle".
A organização transmite um programa Convergência toda segunda - feira de 8 a 9 horas de Radio Galère. Sua juventude ala, "Jovens para o renascimento comunista em França" (JRCF), participou em 2006 no maciço movimento contra o Contrato primeiro emprego.